# مديرية ميدي

تعديل مصدري - تعديل

مديرية ميدي إحدى مديريات محافظة حجة في اليمن. بلغ عدد سكانها 16604 نسمة عام 2004. تطل المديرية على البحر الأحمر في شمال غرب محافظة حجة وتضم أربع عزل.

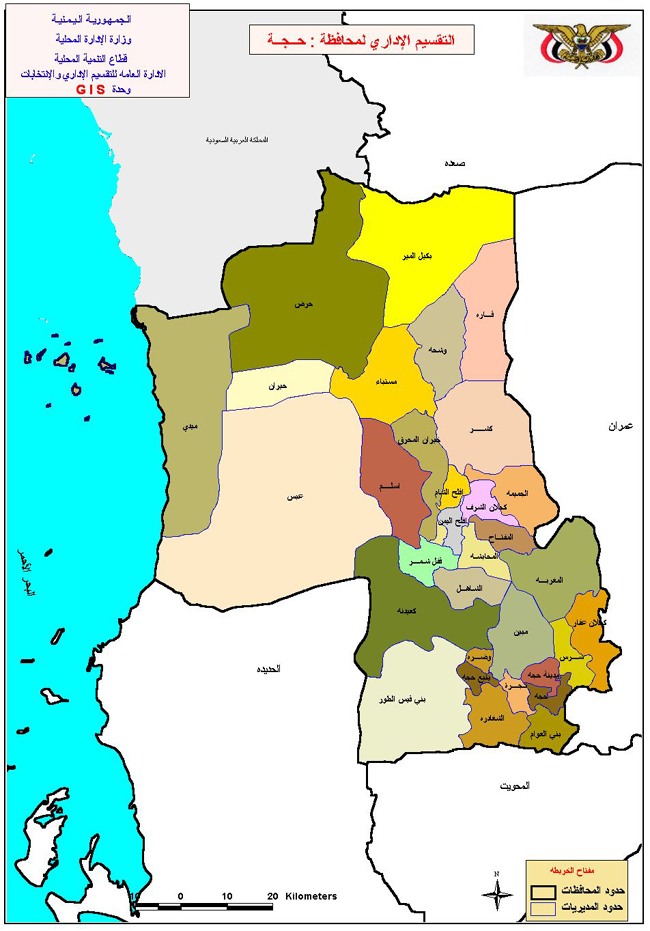
موقع مديرية ميدي في محافظة حجة